# You Only Live Twice (musikalbum)
You Only Live Twice är ett musikalbum av det svenska industri metal/rock-bandet Pain. Albumet släpptes den 3 juni 2011.
Den 18 april släppte Nuclear Blast en video till låten "Dirty Woman" på Youtube.

## Låtlista
1. "Let Me Out"
2. "The Dark"
3. "The Great Pretender"
4. "You Only Live Twice"
5. "Dirty Woman"
6. "We Want More"
7. "Leave Me Alone"
8. "Feed the Monster"
9. "Sleeping with the Dead"